# Alstroemeria modesta
Alstroemeria modesta är en alströmeriaväxtart som beskrevs av Rodolfo Amando Philippi. Alstroemeria modesta ingår i släktet alströmerior, och familjen alströmeriaväxter. Inga underarter finns listade i Catalogue of Life.